# Ivan Trnski
Ivan Trnski (Nova Rača kod Bjelovara, 1. svibnja 1819. – Zagreb, 30. lipnja 1910.), hrvatski književnik, prevoditelj i zagonetač. Pisao je pjesme, pripovijetke, dramske igrokaze i zagonetke. Prvi je predsjednik Društva hrvatskih književnika i počasni građanin grada Zagreba.

## Životopis
Obitelj mu je podrijetlom iz sela Novigrada Podravskog. Rodio se u učiteljskoj obitelji u selu Staroj Rači kod Bjelovara. Osnovnu školu završio je 1830. u Grubišnom Polju. Nakon očeve smrti prelazi u biskupsko sirotište u Zagrebu gdje pohađa Klasičnu gimnaziju i završava ju 1837. godine, a trogodišnji tečaj za administrativnog graničnog časnika završio je u Grazu.
Kao višegodišnji upravni časnik Krajiške uprave unaprijeđen je 1867. u potpukovnika, a 1869. u pukovnika. Dok je bio upravni časnik u Gori kod Petrinje bio je prijatelj s  banom Josipom Jelačićem koji je bio zapovjednik I. banske pukovnije u Glini. Trnski je u čast Jelačića napisao više pjesama i preporodnih budnica kao što su: »Ljubimo te naša diko« i »Oj Banovci, oj junaci«.
Bio je privremeni upravitelj Bjelovarske županije od srpnja 1871. godine do veljače 1872. godine, kada je smijenjen od bana na prijedlog ugarskog ministra predsjednika M. Lonyaya. Na njegovo je mjesto postavljen prononsirani mađaron grof Robert Oršić-Slavetićki.
Bio je predsjednik Matice hrvatske 1901. godine. Pomogao je pri osnutku Matičina Vijenca kojemu daje i ime te 1869. godine u njegovom prvom broju objavljuje pjesmu Pjesma uz vienac. Bio je i član Družbe Braće Hrvatskog Zmaja kao Zmaj Račanski, te počasni član Društva sv. Ćirila i Metoda. Primio je odlikovanje reda Franje Josipa I., komandirskog reda željezne krune II. razreda, papinskog reda sv. Grgura Velikog, carskog turskog reda Medžidije i viteškog švedskog reda mačeva.
Umro je u Zagrebu 30. lipnja 1910. godine.

### Književni rad
Pisao je pjesme (davorije, prigodnice i popularne napjeve (Oj jesenske duge noći)) te pripovijesti, prevodio s engleskog, njemačkog, ruskog i češkog jezika (Shakespearea, Schillera i Puškina - Evgenij Onjegin), bavio se pitanjima jezika i metrike. Neki ga zbog rasprave O hrvatskom stihotvorstvu (Vijenac, 1874.) nazvaše ocem hrvatske metrike. Suvremenici su ga slavili kao svojeg ovjenčanog pjesnika (za ilirskog pokreta su ga veličali kao najvećeg lirskog pjesnika) i borca za narodna prava, dok ga je kasnija kritika odredila kao vještog versifikatora i ustrajnog prigodničara. Bio je glavni organizator (1900.) i prvi predsjednik Društva hrvatskih književnika. Suradnik je mnogih časopisa - od Gajeve Danice (1835.) do Savremenika (1910.). Surađivao je i u listovima Nevenu i Vijencu. Književnost je smatrao prvenstveno sredstvom za rješavanje nacionalnih problema, stoga nije ostavio djelo trajnije književne vrijednosti. U hrvatskoj književnosti bio je djelatan punih sedamdeset i pet godina.
Dva su hrvatska književnika, dva su hrvatska pjesnika svojom dugovječnošću i svojom poezijom na poseban način obilježila hrvatsku književnost. Devetnaesto stoljeće obilježio je Ivan Trnski, dvadeseto Dragutin Tadijanović.

### Zagonetke
Trnski je također značajan kao autor zagonetaka (čistih zagonetaka, anagrama odn. premetaljki, akrostihova, kombinacija...), koje je s prekidima objavljivao tokom 50 godina. Objavljivao ih je u Zori dalmatinskoj (Zadar), Nevenu (Zagreb), Glasonoši (Karlovac), Prosvjeti (Zagreb) i Nadi (Sarajevo).
Prvu zagonetku objavio je početkom 1845. godine u Zori dalmatinskoj, dok mu je prva zagonetka u Nevenu objavljena 15. siječnja 1852. godine (br. 3, str. 46.), a posljednja vjerojatno u broju 46 od 23. studenoga 1854. godine. Objavio ih je dvadesetak, sve su bile stihovne i sve su objavljene pod nazivom "zagonetka", premda su bile različitih vrsta.
Koristio je pseudonim Skrivnatin (anagram od Ivan Trnski) ili Skrevnatin (anagram od Ivan Ternski).

### Politička djelatnost
1865. godine slunjski je zastupnik u Saboru, a 1871. izabran je za velikoga župana Bjelovarske županije.

## Djela
- Pjesme (1842.)
- Zvekan opet na svietu (1844.) (elektronička inačica)
- Kriesnice, I-III (1863., 1865., 1882.), pjesme
- Sveta priča o solunskoj braći (1863.), ep
- Sigetski junak (1866.), ep
- Učitelj Dobrašin (1871.), pripovijesti (elektronička inačica)
- Popievke mu i milostnice mladjenke (1881.) (elektronička inačica)
- Svakolika mu djela, I-II, (1881.,1882.)
- Ana Lovićeva, (1890.), ep [9][10]
- Jezerkinje (1886.), zbirka soneta
- Plitvička jezera (1893.), putopis
- Ban Berislavić (1896.), ep
- Božićna slava i mir božanje (1897.)
- Putne uspomene iz godine 1898. (1899.), putopis [11]
- Slava Krapine (1905.), pjesme
- Pripovijesti (1910.)

## Spomen
- Osnovna škola Ivana Viteza Trnskog u Novoj Rači [12]
- Srednja škola Ivana Trnskoga u Hrvatskoj Kostajnici [13]
- Kulturno-umjetničko društvo Ivan vitez Trnski u Novigradu Podravskom [14]
- Kulturno-umjetnička udruga Ivan vitez Trnski u Novoj Rači [15]

### Dani Ivana Trnskog
- Dani Ivana Trnskog znanstveno-književna je manifestacija koja se u organizaciji podravsko-prigorskog ogranka Društva hrvatskih književnika održava od 2011. godine. Sastoji se od književno-znanstvenog kolokvija o životu i djelu Ivana Trnskog i ostalih književnika s područja Podravine i Prigorja te dodjele Književne nagrade Ivan Trnski.[16]

### Nagrada Ivan Trnski
- Književna nagrada Ivan Trnski dodjeljuje se za najbolji neobjavljeni književni rukopis (poezija, proza ili drama) autora do 35 godina starosti s podravskog, križevačko-prigorskog i bjelovarsko-bilogorskog područja.[16]

## Vanjske poveznice
Mrežna mjesta
- Ivan Trnski, Iz Nove Vesi  Arhivirana inačica izvorne stranice od 17. prosinca 2021. (Wayback Machine), Danica 1877.
- Ivan Trnski, Ivana Trnskoga opravdaj zamjeranih mu osebina  Arhivirana inačica izvorne stranice od 17. prosinca 2021. (Wayback Machine), Vienac 27-30/1884.
- Katarina Franjo, Trnski - novogradsko prezime koje nosi najpoznatiji predstavnik obitelji Trnski, Podravski zbornik 43/2017.